# Ga Gaepo-dong
Ga Gaepo-dong là ga trên Tuyến Bundang, một tuyến đường sắt dịch vụ của Korail.

## Bố trí ga
| ↑ Guryong  |
| \| １      |
| Daemosan ↓ |

| １ | ●Tuyến Suin–Bundang |   | Hướng đi Incheon →     |
| ２ | ●Tuyến Suin–Bundang | ← | Hướng đi Cheongnyangni |

## Vùng lân cận
- Lối thoát 1: Gaepo Woosung APT, Complex 8
- Lối thoát 2: Sunkyung APT
- Lối thoát 3: Mido APT
- Lối thoát 4: Trường tiểu học Yangjeon
- Lối thoát 5: Trường tiểu học Daegok, Mido APT
- Lối thoát 6: Gaepo Jugong APT, Complex 5
- Lối thoát 7: Trường phổ thông nữ sinh Gyeonggi
- Lối thoát 8: Trường Nhật Bản tại Seoul